# مقبره (فیلم ۱۹۷۲)
مقبره (به هندی: Samadhi) فیلمی محصول سال ۱۹۷۲ و به کارگردانی پراکاش مهرا است. در این فیلم بازیگرانی همچون درمندرا، آشا پارک، جایا باچان، آبی باتاچاریا ایفای نقش کرده‌اند.